# Dorado Número Tres
Dorado Número Tres är en ort i Mexiko.   Den ligger i kommunen Guasave och delstaten Sinaloa, i den västra delen av landet, 1 200 km nordväst om huvudstaden Mexico City. Dorado Número Tres ligger 12 meter över havet och antalet invånare är 185.
Terrängen runt Dorado Número Tres är mycket platt. Runt Dorado Número Tres är det ganska tätbefolkat, med 100 invånare per kvadratkilometer. Närmaste större samhälle är Guasave, 13,2 km nordost om Dorado Número Tres. Trakten runt Dorado Número Tres består till största delen av jordbruksmark.